# Pilot Pen Corporation

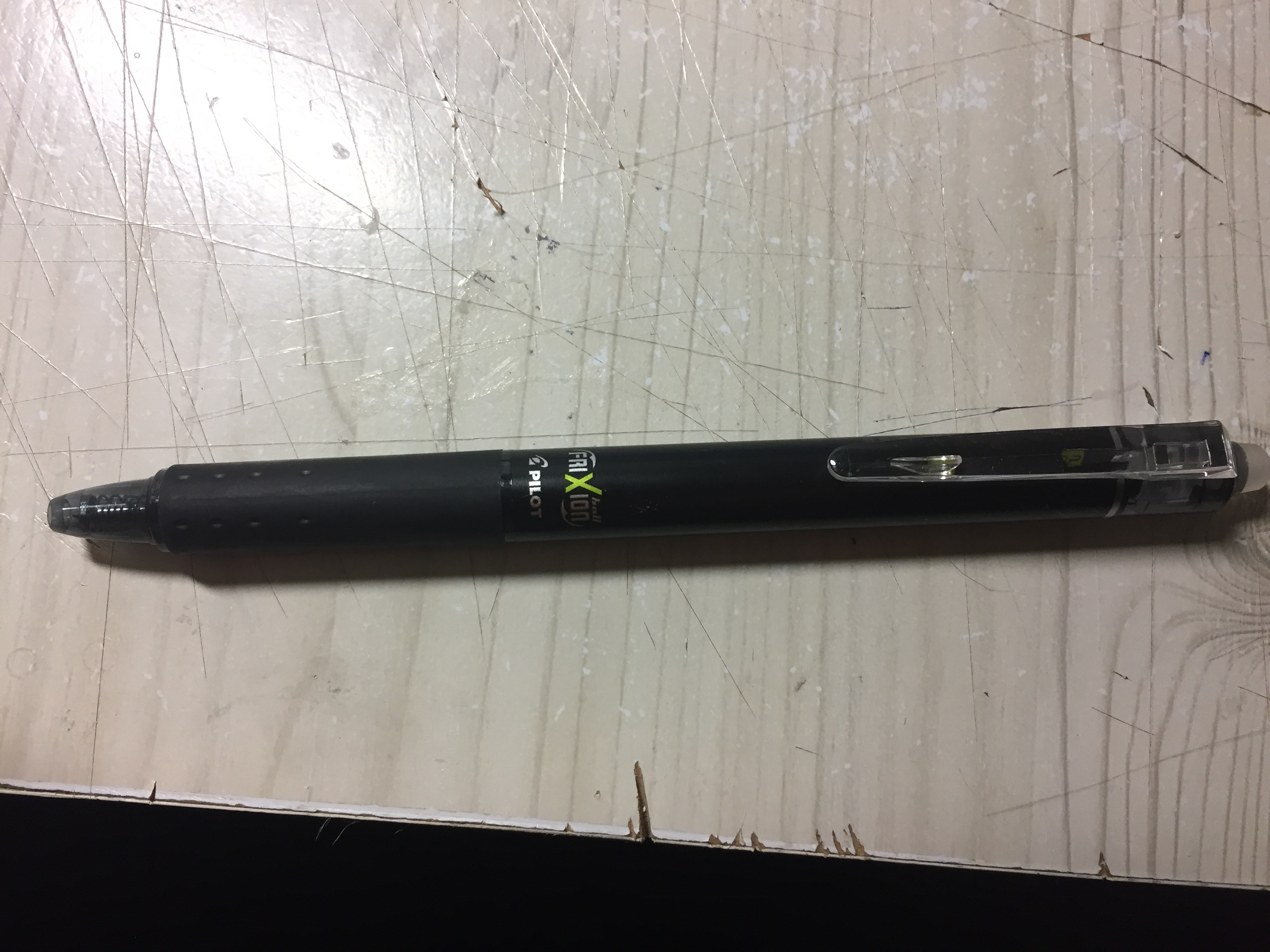
Caneta esferográfica Pilot

Pilot Pen Corporation ou Pilot é uma fabricante de canetas localizada em Tóquio, no Japão. Produzem objetos para escritório, papelaria e joias, mas são mais conhecidos pela fabricação de canetas.

## História
A Pilot Pen Corporation foi fundada em 1918 sob o nome de Manufacturing Company Namiki. Em 1926 abriu escritórios em Singapura, Nova Iorque, Londres e Xangai. Em 1938 o nome da companhia mudou para Pilot Pen Co., Ltd. E foi novamente renomeado em 1950 como Pilot Ink Company, Ltd. Em 1954 a companhia abriu a filial no Brasil. Durante os anos 1972 - 1999 varias sub-companhias foram formadas para cobrir várias filiais. O nome coletivo do grupo, decidido em 2003, é Pilot Corporation.